# Arnaldo Verri
Arnaldo Verri (Lu, 8 agosto 1925 – San Paolo, 23 agosto 2013) è stato un giornalista e radiocronista sportivo italiano.
La sua carriera professionale inizia negli anni cinquanta e si sviluppa prima nella carta stampata (Gazzetta dello Sport, Corriere Lombardo), poi alla radio e in seguito in televisione, presso la sede Rai di Milano.
Dopo l'esordio in alcune trasmissioni sportive radiofoniche, nel 1960 segue le Olimpiadi di Roma come telecronista. Torna, quindi, alla radio, dove diventa una delle voci di Tutto il calcio minuto per minuto. Verri alterna le domeniche al microfono, come inviato per le partite di Serie A, al lavoro di redazione e coordinamento del programma.
Con Roberto Bortoluzzi, conduce per anni un'altra trasmissione radiofonica, Anteprima Sport, in onda ogni domenica mattina.
Alla metà degli anni settanta, abbandona il calcio per dedicarsi alla Formula 1, che continua a seguire fino al 1990, quando lascia il servizio per raggiunti limiti di età.
Negli anni ottanta, ha ideato l'appuntamento settimanale di Radiouno, Mondomotori, tuttora in onda da Roma.
Oltre allo sport, nella seconda metà degli anni sessanta comincia a occuparsi di arte alla radio, arrivando a tenere una rubrica fissa al Gazzettino Padano e realizzando servizi d'arte anche per il TG3 Regione e per i programmi nazionali, nel caso di mostre di particolare rilievo.
Nel 1990 si trasferisce a San Paolo (Brasile) dove, dal 1994 al 1997, diventa primo presidente dell'Associazione Stampa Italiana in Brasile. 
È morto il 23 agosto 2013 in seguito a una grave malattia. Le sue ceneri sono state traslate in Italia, nel paese natale di Lu (AL), di cui era cittadino onorario.
Dalla prima moglie, Francesca Pagani, ha avuto due figli, Valeria e Marco.